# Yongning (köpinghuvudort i Kina, Jiangsu Sheng, lat 32,14, long 118,57)
Yongning (kinesiska: 永宁, 永宁镇) är en köpinghuvudort i Kina. Den ligger i provinsen Jiangsu, i den östra delen av landet, omkring 23 kilometer väster om provinshuvudstaden Nanjing. Antalet invånare är 44 546. Befolkningen består av 22 209 kvinnor och 22 337 män. Barn under 15 år utgör 9,0 %, vuxna 15-64 år 78 %, och äldre över 65 år 11,0 %.
Runt Yongning är det mycket tätbefolkat, med 1 956 invånare per kvadratkilometer. Närmaste större samhälle är Jiangpu, 9,9 km sydost om Yongning. Trakten runt Yongning består till största delen av jordbruksmark.
Genomsnittlig årsnederbörd är 1 291 millimeter. Den regnigaste månaden är juli, med i genomsnitt 289 mm nederbörd, och den torraste är december, med 32 mm nederbörd.